# Leucon serrulirostris
Leucon serrulirostris är en kräftdjursart som beskrevs av Michel Ledoyer 1988. Leucon serrulirostris ingår i släktet Leucon och familjen Leuconidae. Inga underarter finns listade i Catalogue of Life.